# Zemiropsis
Zemiropsis là một chi ốc biển, là động vật thân mềm chân bụng sống ở biển trong họ Olividae.

## Các loài
Các loài thuộc chi Zemiropsis bao gồm:
- Zemiropsis demertziae Fraussen & Rosado, 2013
- Zemiropsis papillaris (G.B. Sowerby I, 1825)
- Zemiropsis pintado (Kilburn, 1971)
- Zemiropsis pulchrelineata (Kilburn, 1973)
- Zemiropsis rosadoi (Bozzetti, 1998)

Đồng nghĩa
- Zemiropsis joostei Dekker, 2008[2]: đồng nghĩa của Zemiropsis papillaris (G.B. Sowerby I, 1825)